# Rundfunk der DDR
Rundfunk der DDR (traducible al español como Radio de la RDA) fue el ente de radio pública de la República Democrática Alemana (RDA). Existió desde 1945 hasta 1991, un año después de la reunificación alemana, y estuvo bajo control de la oficina de prensa del gobierno de Alemania Oriental.
Desde 1956 su sede se trasladó a la Funkhaus Nalepastrasse de Berlín Este, a las que se sumaron otras delegaciones en Potsdam, Leipzig, Weimar y Dresde. Junto con Deutscher Fernsehfunk (televisión) la radio fue uno de los principales medios de comunicación de Alemania Oriental. Tras la reunificación alemana en 1990 la entidad se renombró como Funkhaus Berlin, manteniendo este nombre solo un año hasta su desaparición definitiva.

## Historia
Las emisoras alemanas anteriores a la Segunda Guerra Mundial como la Reichs-Rundfunk, bajo el control del Ministerio de Propaganda de Joseph Goebbels, fueron cerradas por las fuerzas aliadas tras la rendición de Alemania en mayo de 1945. El 13 de mayo de ese mismo año la Administración Militar soviética en el país puso en marcha un servicio de radiodifusión para la población de Berlín conocido como Berliner Rundfunk, que operaba desde la zona británica de Berlín Oeste. La estación estaba controlada por Walter Ulbricht, y pronto su señal se expandió a otras zonas del territorio alemán.

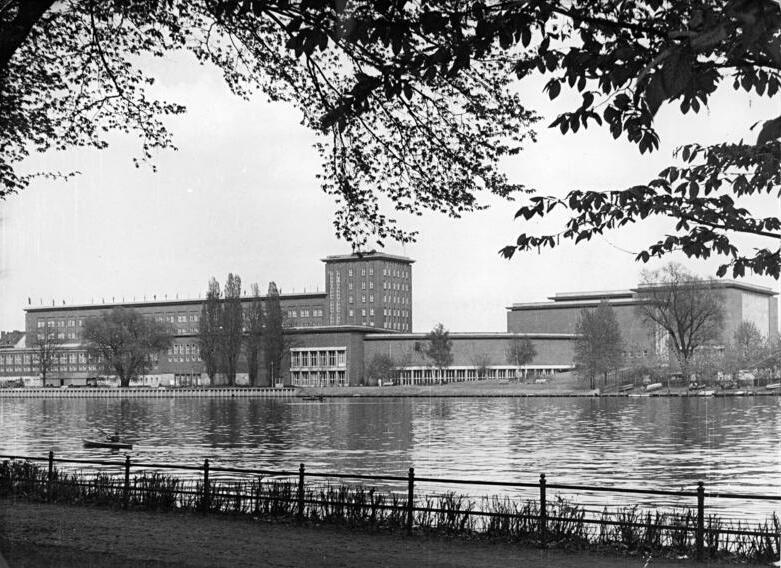
Estudios de la radio de la RDA en Berlín Este (1970).

Cuando los otros tres ocupantes de Berlín se asentaron en sus zonas de Berlín Oeste, comenzaron a operar otras estaciones de radio. Así los americanos impulsaron Rundfunk im amerikanischen Sektor (RIAS), mientras que los británicos hicieron lo propio con Nordwestdeutscher Rundfunk (NWDR). En 1948 el control de la NWDR se traspasó al gobierno provisional de Alemania Occidental, mientras que la RIAS siguió bajo control americano. Por su parte, la Unión Soviética traspasó el control de la Berliner Rundfunk al nuevo gobierno de Alemania Oriental en 1952. La RDA decidió construir una sede para la radio, la Funkhaus Nalesprasse en Berlín Este, que se inauguró el 4 de septiembre de 1954 y desde la cual se centralizó toda la producción radiofónica. La primera cadena pasó a ser denominada Radio DDR I, mientras que la Unión Soviética mantuvo una emisora de baja frecuencia, Radio Volga, que continuó funcionando hasta la retirada de los últimos soldados soviéticos en territorio alemán.
Tras la construcción del Muro de Berlín en agosto de 1961, la RDA comenzó una programación más agresiva con la intención de evitar que sus ciudadanos escucharan las emisoras de RIAS y la ARD, las cuales podían escucharse con nitidez en gran parte del territorio de la RDA debido a la ubicación de los postes cerca de las fronteras. Por aquel entonces, la población oriental orientaba sus emisoras hacia la República Federal para recibir otra fuente de información distinta de la oficial. El gobierno de la RDA intentó también varias medidas para intentar debilitar o bloquear la señal de las radios extranjeras, pero éstas no tuvieron éxito. En 1964 se puso en marcha la segunda emisora (Radio DDR II) y también DT64, una emisora muy influente en el sector juvenil, cuyas emisiones empezaron ocupando 10 horas semanales que se fueron ampliando hasta las 20 horas diarias (1987) y 24 horas diarias (1990) con el tiempo se ha considerado una emisora de culto.
En 1989, con la caída del Muro y la posterior reunificación alemana, la radio de la RDA comenzó a cesar sus servicios. Las emisoras comerciales de Alemania Occidental comenzaron a emitir desde el Este del país. Rundfunk der DDR fue renombrada a Funkhaus Berlin y se fusionó con la existente ARD a partir de 1992. Tras la reunificación de 1990 se crearon dos nuevas emisoras: Ostdeutscher Rundfunk Branderburg, al este, y Mitteldeutscher Rundfunk al oeste. Además, aumentaron las emisiones de Norddeutscher Rundfunk en el norte y Sender Freies Berlin pasó a cubrir toda la capital de la nación. En 1994 la emisora RIAS se unió con la anterior cadena cultural de la RDA para formar Deutschlandradio Kultur. 
El 31 de diciembre de 1991 todos los medios audiovisuales de la antigua RDA, conforme a lo estipulado en el tratado de unificación, cesaron sus emisiones tras un periodo de reorganización e integración en el sistema de comunicación federal y semiestatal prevaleciente en la antigua Alemania Occidental. Desde esa fecha los archivos sonoros de la radio pública se encuentran en el Archivo de la Radio alemana (Rundfunk Archiv).

## Emisoras

### Nacionales
- Radio DDR I: Dedicada a la información nacional. Contaba con desconexiones locales.
- Radio DDR II: Radio cultural y educacional, con programas regionales.
- Berliner Rundfunk: Emisora local de Berlín Este.
- DT64: Emisora para un público joven, con música y otros programas.

### Internacionales
- Radio Berlin International: Servicio en lenguas extranjeras.
- Berliner Welle: Servicio destinado al Berlín Oeste.
- Deutschlandsender: Servicio que cubría todo el territorio alemán. Funcionó hasta 1971.
- Stimme der DDR: Servicio internacional en lengua alemana. Surge a partir de la unión de Berliner Welle y Deutschlandsender.

También contó con varias emisoras de carácter propagandístico, como Deutscher Freiheitssender 904 (radio libertad, para alemanes del Oeste) y Deutscher Soldatensender (radio del soldado, para las fuerzas armadas de la RFA). Ambas fueron suspendidas en los años 1970.